# Magdalena Micińska
Magdalena Micińska (ur. 8 października 1964 w Warszawie, zm. 29 kwietnia 2023 tamże) – polska historyk, pracownik naukowy Instytutu Historii im. Tadeusza Manteuffla Polskiej Akademii Nauk.

## Życiorys
W 1989 ukończyła studia historyczne na Uniwersytecie Warszawskim. W 1994 obroniła w Instytucie Historii PAN pracę doktorską Obraz bohatera narodowego w piśmiennictwie polskim na przełomie XIX i XX wieku (1890-1914), napisaną pod kierunkiem Stefanii Kowalskiej-Glikman, w 1999 otrzymała tamże stopień doktora habilitowanego na podstawie pracy Zdrada, córka nocy. Pojęcie zdrady narodowej w świadomości Polaków 1861-1914.
W 1998 otrzymała Nagrodę Klio – autorską II stopnia za książkę Zdrada, córka nocy. Pojęcie zdrady narodowej w świadomości Polaków w latach 1861-1914, a w 2009 Nagrodę historyczną Polityki, Nagrodę Biblioteki Raczyńskich i Nagrodę im. Jerzego Giedroycia jako współautorka pracy Dzieje inteligencji polskiej do roku 1918 (wspólnie z Maciejem Janowskim i Jerzym Jedlickim). Tom autorstwa Micińskiej doczekał się krytycznego omówienia ze strony Henryka Markiewicza.
Pochowana na cmentarzu komunalnym Północnym w Warszawie.

## Książki
- Między Królem Duchem a mieszczaninem. Obraz bohatera narodowego w piśmiennictwie polskim przełomu XIX i XX w. (1890-1914) (1995) – w serii Monografie FNP
- Gołąb i orzeł. Obchody rocznic kościuszkowskich w latach 1894-1917 (1997)
- Zdrada, córka nocy. Pojęcie zdrady narodowej w świadomości Polaków w latach 1861-1914 (1998)
- Galicjanie - zesłańcy po powstaniu styczniowym. Zesłanie w głąb Cesarstwa Rosyjskiego, działalność księdza Ludwika Ruczki, powroty (2004)
- Inteligencja na rozdrożach 1864-1918 (2008) = Dzieje inteligencji polskiej do roku 1918, t. 3 (pod. red. Jerzego Jedlickiego)